# Новотроицкое (Бердянский район)
Новотро́ицкое (укр. Новотроїцьке) — село, Новотроицкий сельский совет, Бердянский район, Запорожская область, Украина.
Код КОАТУУ — 2320685001. Население по переписи 2001 года составляло 1224 человека.
Является административным центром Новотроицкого сельского совета, в который не входят другие населённые пункты.

## Географическое положение
Село Новотроицкое находится на берегу реки Кильтичия, выше по течению на расстоянии в 0,5 км расположено село Софиевка, ниже по течению примыкает село Полоузовка. Рядом проходит автомобильная дорога Т-0815.

## История
Село основано в 1861 году на месте ногайского аула Алтаул переселенцами из соседнего села Берестового.
В феврале 1922 года в селе организована коммуна «Искра». В годы Великой Отечественной войны в Новотроицком были сожжены 300 жилых домов, все общественные и хозяйственные постройки. За годы немецкой оккупации 286 юношей и девушек были отправлены на принудительные работы в Германию.
В советские годы на территории села размещалась центральная усадьба колхоза имени 30-летия ВЛКСМ. Колхоз обрабатывал 6890 га сельскохозяйственных угодий, специализировался на овцеводстве, выращивал зерновые и кормовые культуры.

## Объекты социальной сферы
- Школа I-IІI ст. В 1981 году школа была 8-летней, в ней обучалось 202 ученика и работало 17 учителей[2]. По состоянию на 2013 год в школе 11 классов, 158 учеников и 42 сотрудника[3].
- Детский сад[4].
- Дом культуры. Зрительный зал на 400 мест[2].
- Фельдшерско-акушерский пункт.

## Персоналии
- Лактионов Пантелей Борисович (1922—1944) — Герой Советского Союза.
- Енина Вера Михайловна (1906—1977) — советская писательница[5].
- Шатух Вера Гавриловна[укр.] (1928—2005) — советская скульптор, ученица И. П. Кавалеридзе.

## Достопримечательности
- Братская могила советских воинов.